# Ilkka Nummisto
Ilkka Nummisto (Turku, 24 aprile 1944 – 29 giugno 2019) è stato un canoista finlandese.

## Biografia
Ha partecipato a quattro edizioni dei Giochi Olimpici ottenendo come miglior risultato un quinto posto a Città del Messico 1968 nel K4. Alla cerimonia di apertura di Monaco di Baviera 1972 è stato portabandiera per il suo paese.
Fra il 1986 e il 1992 ha partecipato per cinque volte alla finale del World's Strongest Man cogliendo un terzo posto nell'edizione disputata nel 1990 a Joensuu.

## Palmarès
| Anno | Manifestazione  | Sede              | Evento        | Risultato  | Prestazione | Note  |
| ---- | --------------- | ----------------- | ------------- | ---------- | ----------- | ----- |
| 1964 | Giochi olimpici | Tokyo             | K1 1000 metri | Semifinali |             | [ 2 ] |
| 1968 | Giochi olimpici | Città del Messico | K4 1000 metri | 5º         |             | [ 3 ] |
| 1972 | Giochi olimpici | Monaco            | K1 1000 metri | 9º         |             | [ 4 ] |
| 1972 | Giochi olimpici | Monaco            | K4 1000 metri | 7º         |             | [ 5 ] |
| 1976 | Giochi olimpici | Montréal          | K4 1000 metri | Batterie   |             | [ 6 ] |